# Chir și Ioan
Sfinții Chir și Ioan (în italiană Ciro e Giovanni, în arabă اباكير ويوحنا) (d. aproximativ 304 sau 311 d.Hr.) au fost doi martiri creștini din timpul persecuției creștinilor sub Dioclețian (284-305). Ei sunt venerați în mod special în Biserica Coptă și supranumiți doctori fără de arginți făcători de minuni (Anargyroi thaumatourgoi), deoarece se presupune că au săvârșit vindecări de boli fără a cere bani.
Ziua lor de prăznuire este sărbătorită de copți în a șasea zi a lui Tobi, corespunzătoare datei de 31 ianuarie, zi păstrată și de Biserica Ortodoxă Răsăriteană; ei sunt comemorați în aceeași zi în Martirologiul roman. Biserica Ortodoxă Răsăriteană sărbătorește, de asemenea, găsirea și mutarea moaștelor lor pe 28 iunie.

## Viața și istoricitatea
Principala sursă de informații cu privire la viața, martiriul și minunile Sf. Chir și Ioan este encomium-ul scris de patriarhul Sofronie al Ierusalimului (d. 638). Despre nașterea, părinții și tinerețea celor doi sfinți nu se cunosc informații. Potrivit Sinaxarului în limba arabă, alcătuit de Mihail, episcopul de Athrib și Malig, Chir și Ioan erau amândoi alexandrini; această ipoteză este contrazisă totuși de alte documente în care se spune că Chir era originar din Alexandria și Ioan din Edessa.

## Chir
Chir era un medic, care practica în taină credința creștină, și avea un atelier (ergasterium) care a fost apoi transformat într-un templu (biserică) dedicat celor trei Trei Tineri menționați în Cartea lui Daniel: Shadrach, Meshach și Abednego. El a devenit vestit atât pentru că i-a vindecat gratuit pe bolnavi, cât și pentru faptul că a lucrat, în același timp, cu toată ardoarea unui apostol al credinței creștine și i-a convertit la creștinism pe mulți adepți ai superstițiilor păgâne. El ar fi spus: „Oricine își dorește să nu se îmbolnăvească trebuie să se abțină de la păcat, pentru că păcatul este adesea cauza bolii trupești”. Vindecările pe care le-a săvârșit au avut loc în timpul domniei împăratului Dioclețian. În timpul persecuțiilor anticreștine, el a fost denunțat prefectului orașului că practică religia creștină, dar, înainte de a fi capturat, a reușit să fugă în Arabia unde s-a refugiat într-un oraș din apropierea mării, pe nume Tzoten. Acolo, după ce a fost tuns în monahism, a abandonat medicina și a dus o viață de ascet.

## Ioan
Ioan a fost un militar de rang înalt în Armata Romană; Sinaxarul menționat mai sus adaugă că el era unul dintre apropiații împăratului. Auzind de virtuțile și minunile lui Chir, el și-a părăsit slujba militară și a mers la Ierusalim pentru a-și îndeplini o făgăduială. El s-a îndreptat de acolo spre Alexandria și apoi către Arabia, unde l-a întâlnit pe Chir și a devenit ucenicul „doctorului fără de arginți” și însoțitorul lui în viața ascetică. Cei doi au cutreierat satele și orașele, propovăduind creștinismul și vindecându-i pe bolnavi, fără a cere nicio plată pentru osteneala lor.

## Martiriul lui Chir și Ioan

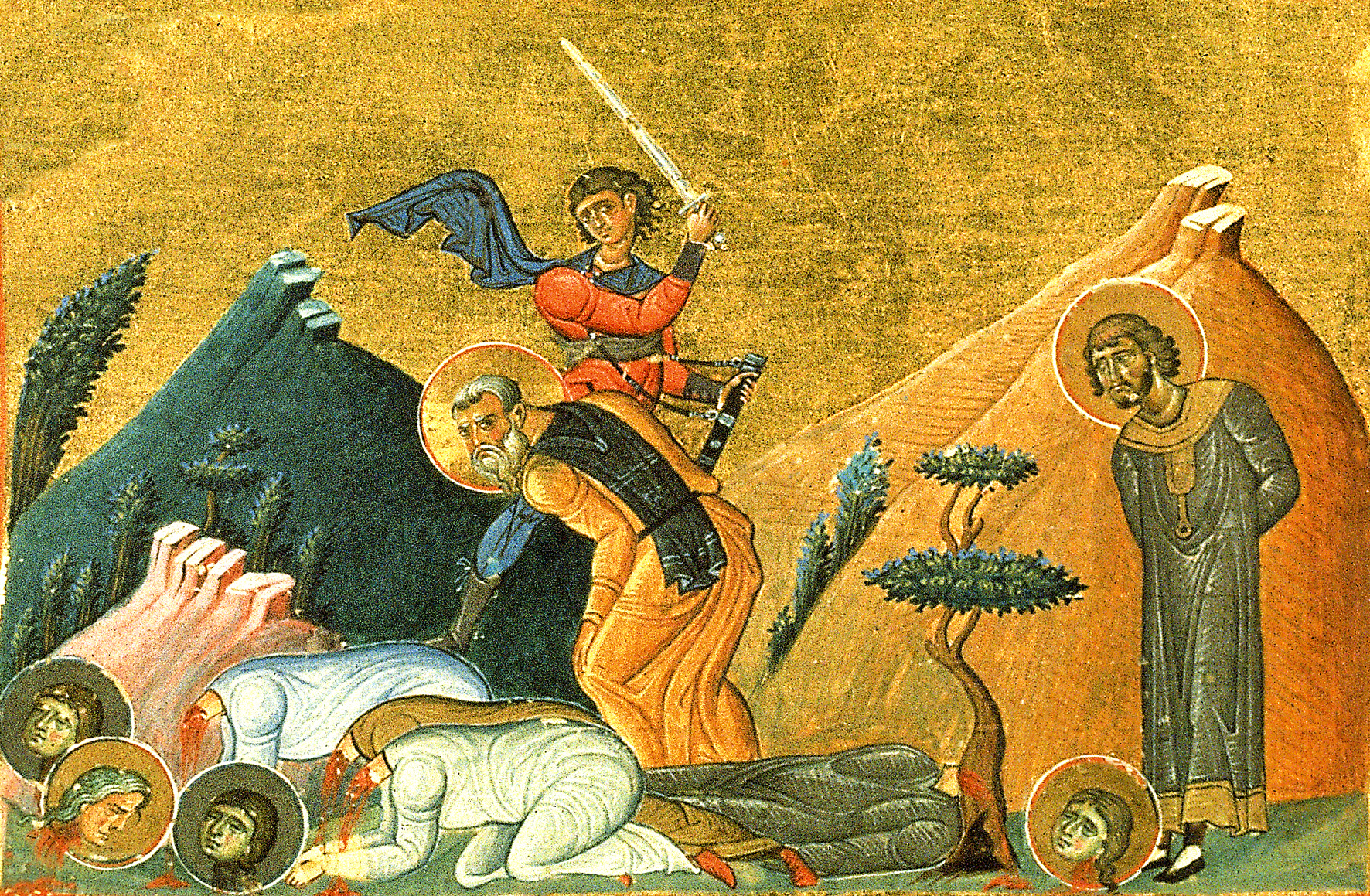
Miniatură din Menologhionul lui Vasile al II-lea Macedoneanul

În timpul persecuțiilor anticreștine din vremea lui Dioclețian o femeie creștină pe nume Atanasia (Anastasia) a fost arestată de autorități în orașul Canop și transportată la Alexandria, împreună cu cele trei fiice ale ei: Teoctista (Theopista), Theodota (Theodista), în vârstă de 13 ani, și Theodossia (Theodoxia), în vârstă de 11 ani. Chir și Ioan, temându-se ca aceste fete s-ar putea lepăda de credința creștină, din cauza chinurilor, au hotărât să meargă în temniță pentru a le mângâia și a le încuraja în cursul martiriului. Acest fapt a devenit cunoscut, iar cei doi bărbați au fost arestați, judecați și, după ce au fost torturați, au fost decapitați în ziua de 31 ianuarie.

## Venerare
Trupurile celor doi martiri au fost depuse în Biserica „Sf. Evanghelist Marcu” din Alexandria.
În vremea Sfântului Chiril, patriarhul Alexandriei (412-444), exista în orașul egiptean Menuthis (Menouthes sau Menouthis), aflat lângă Canopus și modernul Abu Qir, un templu păgân cunoscut ca oracol și loc de vindecare, care-i atrăgea chiar și pe unii creștini simpli din apropiere. Sfântul Chiril s-a gândit să elimine acest cult idolatru, stabilind în acel oraș cultul sfinților Chir și Ioan. În acest scop el a mutat moaștele cele doi sfinți la 28 iunie 414 și le-a depus în biserica construită de predecesorul său, Teofil, în onoarea celor patru evangheliști.
Înainte de găsirea și transferul moaștelor de către Sf. Chiril se pare că numele celor doi sfinți erau necunoscute; este sigur că nici o consemnare scrisă a vieții și martiriului lor nu era cunoscută anterior. În secolul al V-lea, în timpul pontificatului papei Inocențiu I, moaștele lor au fost aduse la Roma de doi călugări, Grimaldus și Arnulfus - potrivit unui manuscris găsit în arhivele diaconiei Bisericii Santa Maria în Via Lata, citat de Antonio Bosio.
Cardinalul Angelo Mai, totuși, din motive istorice, atribuie mutarea moaștelor într-o perioadă ulterioară, mai precis în anul 634, în timpul papei Honoriu I și al împăratului Heraclius I (Spicilegium Rom., III, V). Relicvele au fost plasate în biserica suburbană Santa Passera (o corupție lingvistică a numelui „Abbas Cyrus”) de pe Via Portuense. În timpul lui Bosio, icoanele pictate ale celor doi sfinți erau încă vizibile în această biserică. Pe ușa hipogeului, care mai există, se află următoarea inscripție din marmură:
Corpora sancta Cyri renitent hic atque Joannis
Quæ quondam Romæ dedit Alexandria magna
Mormântul lor a devenit un altar și un loc de pelerinaj. În limba coptă numele Chir a devenit Difnar, Apakiri, Apakyri sau Apakyr, iar în arabă Abaqir sau Abuqir. Orașul Abukir, acum o suburbie a Alexandriei, a fost numit după el.
Trei biserici din Roma au fost dedicate acestor mucenici: Abbas Cyrus de Militiis, Abbas Cyrus de Valeriis și Abbas Cyrus ad Elephantum - toate aceste denumiri au fost transformate ulterior de pronunția populară în S. Passera, o corupție a numelui Abbas Cyrus.
În Biserica Ortodoxă Răsăriteană și în acele biserici catolice orientale care urmează ritul bizantin, Chir și Ioan se numără printre sfinții care sunt comemorați în timpul proscomidiei de la Sfânta Liturghie.

## Legături externe
- Cyrus și John la Enciclopedia catolică
- Unmercenaries Cyrus & John Iconograms
- it  Ciro e Giovanni